# Toto Cup Al 2021-2022
La Toto Cup Al 2021-2022 è stata la 37ª edizione del torneo e la 16ª che ha riguardato soltanto le squadre che partecipano alla Ligat ha'Al, iniziata il 15 luglio 2021 e terminata il 22 settembre seguente. Il Maccabi Tel Aviv era la squadra campione in carica. Il Maccabi Haifa ha vinto il torneo, conquistando il quinto trofeo della sua storia.

## Formula
I quattro club impegnati nelle competizioni europee (Maccabi Haifa, Maccabi Tel Aviv, Ashdod e Hapoel Be'er Sheva) non hanno preso parte alla fase a gironi a differenza delle altre dieci squadre, divise in due gironi da 5 squadre. Alla fine della fase a gironi le prime squadre classificate di ciascun gruppo si sono qualificate alle semifinali, dove hanno affrontato la vincente della Supercoppa d'Israele 2021, mentre Ashdod e Hapoel Be'er Sheva si sono sfidate per un posto in semifinale. Tutti i club di ciascun girone hanno partecipato ai Play-off piazzamento.

## Squadre partecipanti
- Ashdod
- Beitar Gerusalemme
- Bnei Sakhnin
- Hapoel Be'er Sheva
- Hapoel Hadera
- Hapoel Haifa
- Hapoel Gerusalemme

- Hapoel Nof HaGalil
- Hapoel Tel Aviv
- Ironi K. Shmona
- Maccabi Haifa
- Maccabi Netanya
- Maccabi Petah Tiqwa
- Maccabi Tel Aviv

## Fase a gironi

### Girone A
| Pos. | Squadra            | Pt | G | V | N | P | GF | GS | DR |
| ---- | ------------------ | -- | - | - | - | - | -- | -- | -- |
| 1.   | Hapoel Haifa       | 10 | 4 | 3 | 1 | 0 | 7  | 4  | +3 |
| 2.   | Bnei Sakhnin       | 6  | 4 | 2 | 0 | 2 | 8  | 8  | 0  |
| 3.   | Hapoel Hadera      | 5  | 4 | 1 | 2 | 1 | 5  | 5  | 0  |
| 4.   | Ironi K. Shmona    | 5  | 4 | 1 | 2 | 1 | 4  | 4  | 0  |
| 5.   | Hapoel Nof HaGalil | 1  | 4 | 0 | 1 | 3 | 5  | 8  | -3 |

|                    | BSa   | HHd   | HHa   | IKS   | HNG   |
| Bnei Sakhnin       |       |       | 2 - 3 | 2 - 3 |       |
| Hapoel Hadera      | 1 - 2 |       |       |       | 3 - 2 |
| Hapoel Haifa       |       | 1 - 1 |       | 1 - 0 |       |
| Ironi K. Shmona    |       | 0 - 0 |       |       | 1 - 1 |
| Hapoel Nof HaGalil | 1 - 2 |       | 1 - 2 |       |       |

### Girone B
| Pos. | Squadra             | Pt | G | V | N | P | GF | GS | DR |
| ---- | ------------------- | -- | - | - | - | - | -- | -- | -- |
| 1.   | Hapoel Tel Aviv     | 10 | 4 | 3 | 1 | 0 | 5  | 2  | +3 |
| 2.   | Hapoel Gerusalemme  | 7  | 4 | 2 | 1 | 1 | 4  | 2  | +2 |
| 3.   | Maccabi Netanya     | 6  | 4 | 2 | 0 | 2 | 6  | 6  | 0  |
| 4.   | Maccabi Petah Tiqwa | 4  | 4 | 1 | 1 | 2 | 3  | 4  | -1 |
| 5.   | Beitar Gerusalemme  | 1  | 4 | 0 | 1 | 3 | 1  | 5  | -4 |

|                   | BGe   | HGe   | HTA   | MNe   | MPT   |
| Beit. Gerusalemme |       |       |       | 1 - 2 | 0 - 2 |
| H. Gerusalemme    | 1 - 0 |       |       |       | 0 - 0 |
| Hapoel Tel Aviv   | 0 - 0 | 2 - 1 |       |       |       |
| Maccabi Netanya   |       | 0 - 2 | 1 - 2 |       |       |
| Macc. Petah Tiqwa |       |       | 0 - 1 | 1 - 3 |       |

## Girone Qualificazioni Europee

### Supercoppa
| 25 luglio 2021 |       |                  |
| Maccabi Haifa  | 2 – 0 | Maccabi Tel Aviv |

### Spareggio fase finale
| 15 luglio 2021 |       |                    |
| Ashdod         | 1 – 2 | Hapoel Be'er Sheva |

## Play-off piazzamento

### Tredicesimo posto
| Arbitro: | Snir Levi |

|                                                                 |                      |                                                      |
| Nachmani Berkman Daniel Shahaf Kahlon Azulay Habiballa Shukrani | Tiri di rigore 6 – 7 | Gyasi Dgani Biton Fadida Boakye Grechkin Lakau Houja |

### Undicesimo posto
| Arbitro: | Niv Steif |

|  |           |                               |
|  | Marcatori | 25’ Bar 43’ Adeniyi 47’ Banda |

### Nono posto
| Arbitro: | Daniel Bar Natan |

|  |           |                                |
|  | Marcatori | 28’ Zlatanović 88’ Kanichowsky |

### Settimo posto
| Arbitro: | Ohad Asulin |

|                                       |                      |                                  |
| Cvetković Awany Bagayoko Sisai Hasson | Tiri di rigore 4 – 5 | Kabha Conté Shalata Puljić Kayal |

### Quinto posto
| Arbitro: | Odeh Na'al |

|                                               |                      |                                         |
| Hanzis 49’                                    | Marcatori            | 73’ (rig.) Hadida                       |
| Baltaxa Shahar Davidzada Turgeman Cohen Gluch | Tiri di rigore 5 – 6 | Naor Mayo Elmaliach Hadida Agada Maliac |

## Fase finale

### Squadre qualificate
- Maccabi Haifa - Vincitrice Supercoppa d'Israele 2021
- Hapoel Be'er Sheva - Vincitrice Spareggio fase finale
- Hapoel Haifa - Vincitrice Girone A
- Hapoel Tel Aviv - Vincitrice Girone B

### Semifinali
| Arbitro: | Idan Layba |

|                                              |                      |                                             |
| Gordana Moreno Mikha Abaid Petrucci Shechter | Tiri di rigore 5 – 4 | Cohen Kapiloto Ožbolt Mishpeti Twito Sardal |

| Arbitro: | Gal Laibuvitz |

|                        |           |  |
| Abu Fani 88’ David 90’ | Marcatori |  |

### Finale
| Arbitro: | Igal Frid |

|                                                     |                      |                                                                          |
| Bareiro 45’                                         | Marcatori            | 85’ David                                                                |
| Chery Haziza Atzili David Dahan Jaber Goldberg Meir | Tiri di rigore 7 – 6 | Gordana Hélder Lopes Bareiro Safouri Rukavytsya Dadya Miguel Vítor Mikha |

## Classifica finale
| Pos | Squadra             |
| --- | ------------------- |
| 1°  | Maccabi Haifa       |
| 2°  | Hapoel Be'er Sheva  |
| 3°  | Hapoel Haifa        |
| 4°  | Hapoel Tel Aviv     |
| 5°  | Hapoel Gerusalemme  |
| 6°  | Maccabi Tel Aviv    |
| 7°  | Bnei Sakhnin        |
| 8°  | Ashdod              |
| 9°  | Maccabi Netanya     |
| 10° | Hapoel Hadera       |
| 11° | Maccabi Petah Tiqwa |
| 12° | Ironi K. Shmona     |
| 13° | Beitar Gerusalemme  |
| 14° | Hapoel Nof HaGalil  |